# Aemilie Juliane von Schwarzburg-Rudolstadt

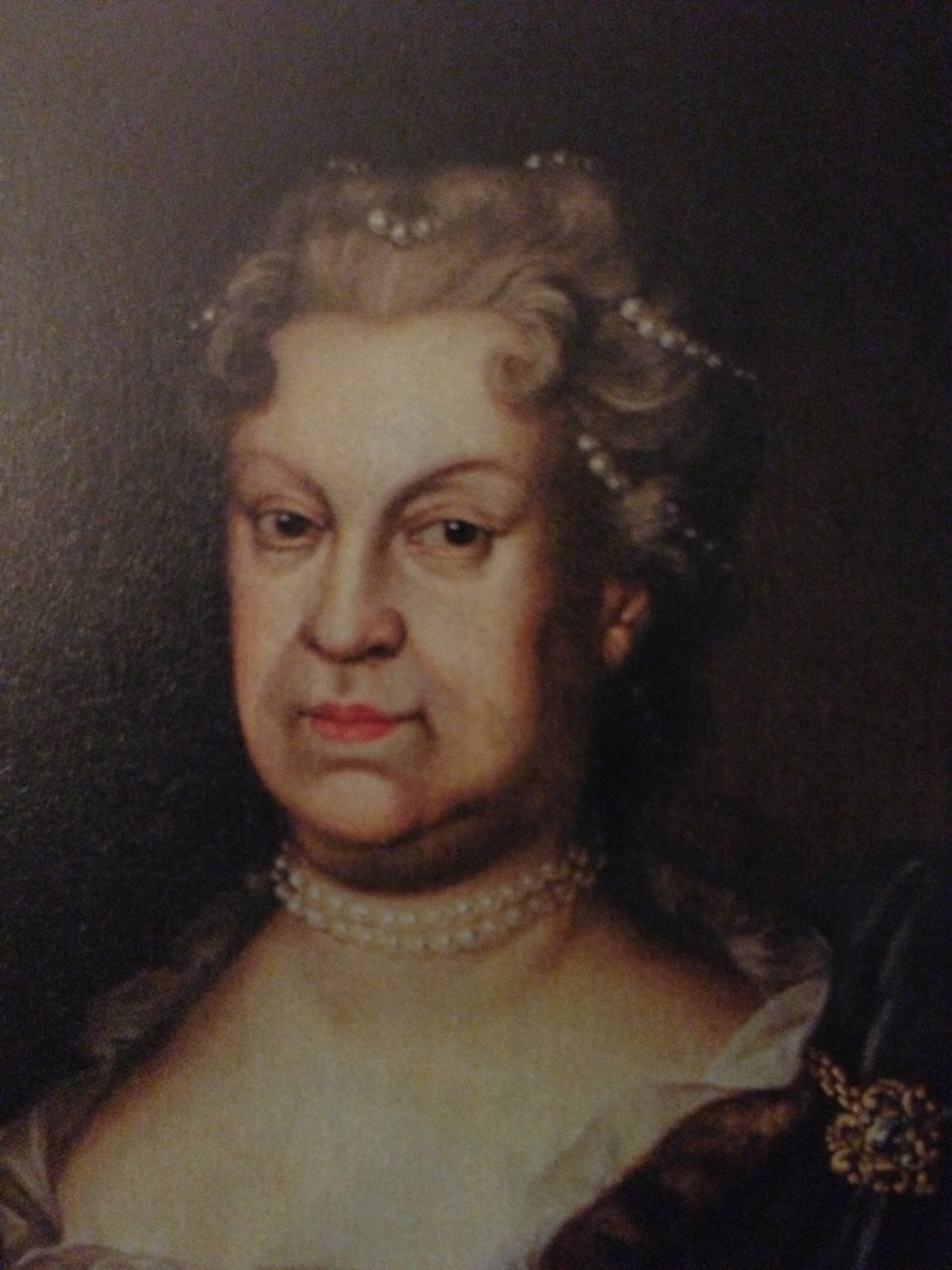
Aemilie Juliane Gräfin von Schwarzburg-Rudolstadt

Aemilie Juliane Reichsgräfin von Schwarzburg-Rudolstadt, geb. Gräfin von Barby und Mühlingen (* 19. August 1637 auf der Heidecksburg in Rudolstadt; † 3. Dezember 1706 in Rudolstadt) war eine Dichterin geistlicher Lieder.

## Leben
Aemilie Juliane war die Tochter des Grafen Albert Friedrich von Barby und Mühlingen und seiner Gattin Ursula, geb. von Oldenburg-Delmenhorst. Während des Dreißigjährigen Krieges wohnte die Familie bei Graf Ludwig Günther von Schwarzburg-Rudolstadt (1581–1646) auf der Heidecksburg. Aemilie Julianes Vater starb 1641 und die Mutter 1642. Aemilie Juliane wurde daraufhin von Graf Ludwig Günther adoptiert und mit dessen Kindern zusammen erzogen. Ihr Hofmeister in Rudolstadt war der Kirchenliederdichter und spätere Kanzler Ahasverus Fritsch.
Am 7. Juli 1665 heiratete sie ihren Vetter, den Reichsgrafen Albert Anton von Schwarzburg-Rudolstadt. Zwei Kinder wurden 1667 und 1668 geboren, wovon eines drei Tage nach der Geburt starb. Ihr 1667 geborener Sohn, Ludwig Friedrich I. von Schwarzburg-Rudolstadt, überlebte.
Aemilie Juliane dichtete nahezu 600 geistliche Lieder, das bekannteste ist Bis hierher hat mich Gott gebracht. Im Evangelischen Gesangbuch findet sich daneben das Lied Wer weiß, wie nahe mir mein Ende, welches Johann Sebastian Bach in drei Kantaten (BWV 27, BWV 84 und BWV 166) verarbeitete. In einer Art investigativem Journalismus hatte zuvor der Universalgelehrte Johann Gottfried Gregorii im Jahr 1719 in seiner musikwissenschaftlichen Abhandlung Gottgefälliger Glantz der Warheit die bis dahin umstrittene Verfasserschaft dieses Ewigkeitsliedes durch die bekannte Kirchenliedtexterin bewiesen.
Aber nicht nur mit dem Tod beschäftigten sich ihre Lieder, sondern mit nahezu allen Lebenslagen: Für „Eltern, wenn sie ihr Kind zur Schule schicken“ oder „Vor der [Erb-]Theilung“.
Aemilie Juliane wurde als eine der ersten Frauen Mitglied in der von Ahasverus Fritsch gegründeten „Fruchtbringenden Jesusgesellschaft“ und bekam hier den Beinamen „Freundin des Lammes“. Die Gesellschaft lehnte sich an die im Barockzeitalter von adeligen Poeten und Gelehrten betriebenen „Sprachgesellschaften“ an und kümmerte sich um arme Kinder und Waisen.

## Werke
- Geistliche Lieder. Rudolstadt 1683
- Geistliches Weiber-Aqua-Vit, Das ist, Christliche Lieder und Gebete, Vor, bey und nach Erlangung Göttlichen Ehe-Segens, Wie auch Bey andern darbey sich begebenden Fällen zu gebrauchen: Aus Landes-Mütterlichen Hertzen, Mund und Hand Ihren Landes-Kindern zu erwünschter, kräftiger Erbauung aus Gottes H. Wort zubereitet und mit getheilet. Rudolstadt: Fleischer, 1683 (Digitalisat und Volltext im Deutschen Textarchiv)
- Tägliches Morgen-, Mittags- und Abendopfer. Rudolstadt 1685
- Allerley Specerey Zum süssen Geruch Für dem Herrn, Das ist: Geistliche Reim-Gebet- und Seufftzerlein: Für all und jede Personen, auf allerhand im gemeinen Leben fürfallende Begebenheiten gerichtet. Rudolstadt: Urban, 1714
- Kühlwasser In grosser Hitze des Creutzes und der Trübsal, Oder Christliche Creutz-Lieder, Gebet und Sprüche. Rudolstadt 1685, 2. Aufl. 1714
- Der Freundin des Lammes Geistlicher Braut-Schmuck Zu Christlicher Vorbereitung Auf die Hochzeit des Lam[m]es: In Lieder, Gebete und Seuffzer abgefasset und mitgetheilet; Mit einem Vorbericht, In welchem von dem Liede: Wer weiß, wie nahe mir mein Ende: Nöthige Erinnerung geschiehet. Leipzig: Gollner, 1714
- Der Freundin des Lammes geistlicher Braut-Schmuck: welcher von derselben zu christlicher Vorbereitung auf die Hochzeit des Lammes, in Lieder, Gebete und Seuffzer verfasset, und im Jahr 1714. zum erstenmahl zum Drucke übergeben, auf Verlangen aber … vermehret und in Ordnung gebracht worden. Rudolstadt: Löwe, 1742
  - Der Freundin des Lammes … Theil 1, Benebst einem Vorbericht, in welchem von dem Liede: Wer weiß wie nahe mir mein Ende &c. nöthige Erinnerung geschiehet. 1742
  - Der Freundin des Lammes … Theil 2, Der Freundin des Lammes täglicher Umgang mit Gott. 1742
- Beicht- und Abendmahlsbüchlein: Aus den Buss- und Comunion-Andachten. Berlin: W. Schultze, 1870
- Allerhand poetische Gedancken. 1702–1706

## Gemälde

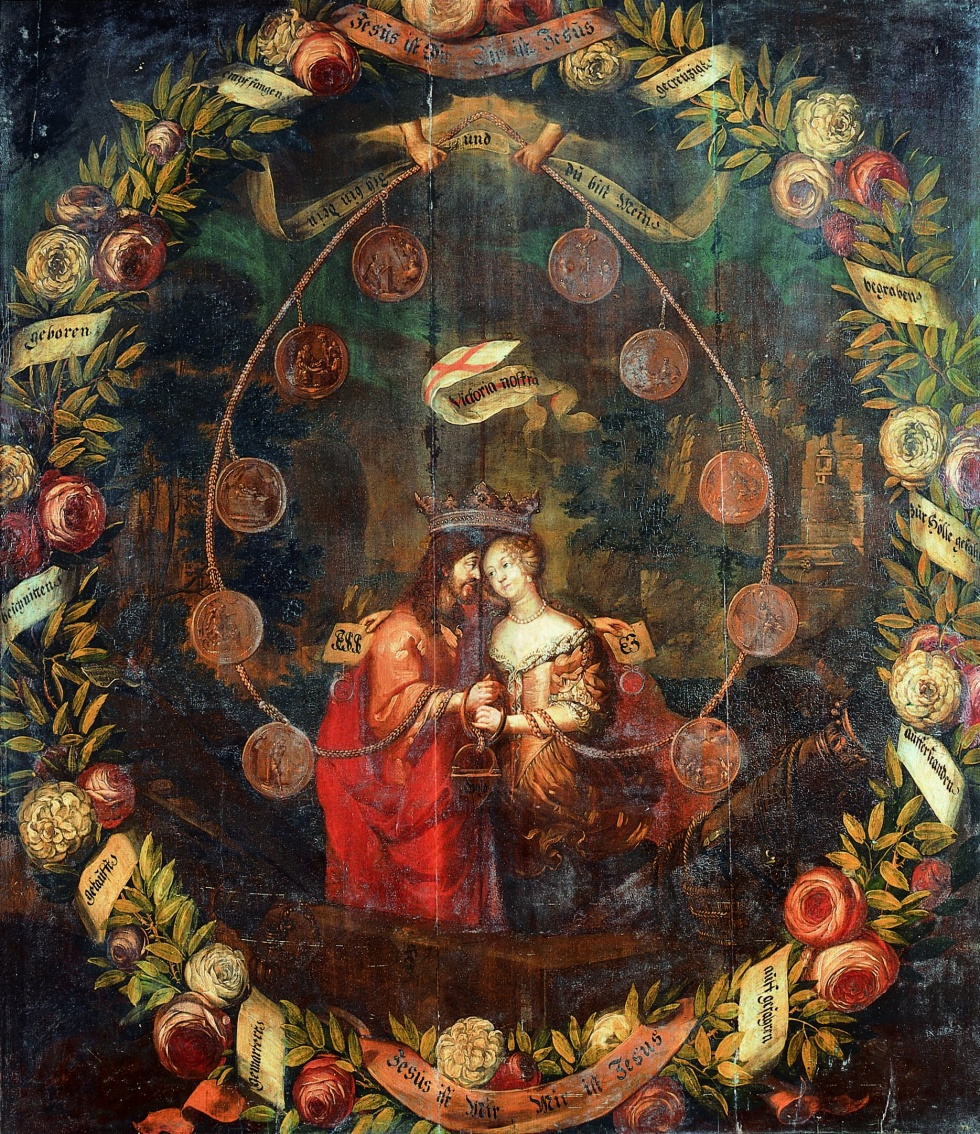
Aemilie Juliane als Jesusbraut

Im Schloss Heidecksburg befindet sich das Gemälde: Aemilie Juliane und Jesus Christus als Liebespaar in einem Garten in zärtlicher Geistesverwandschaft.

## Gedenktag
3. Dezember im Evangelischen Namenkalender.